# Carl Mayer von Rothschild

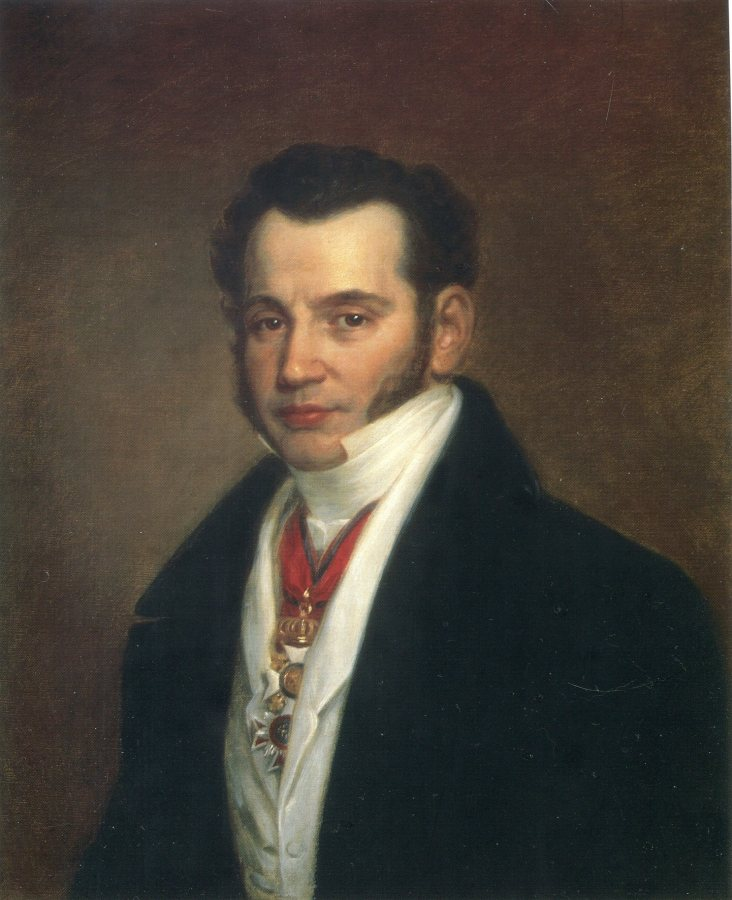
Carl Mayer von Rothschild

Kalman Mayer Rothschild (seit 1817 Carl Mayer von Rothschild, ab 1822: Carl Mayer Freiherr von Rothschild) (* 24. April 1788 in Frankfurt am Main; † 10. März 1855 in Neapel) war ein deutscher Bankier aus der Familie Rothschild.

## Leben und Werk
Er war der vierte Sohn des Dynastiegründers Mayer Amschel Rothschild. Wie seine vier Brüder erhielt er eine kurze traditionelle jüdische Bildung. Bereits mit zwölf Jahren trat er in das väterliche Unternehmen ein.
Für den Vater hielt Rothschild den Kontakt zu Kurfürst Wilhelm von Hessen-Kassel in dessen Exil aufrecht. Im Jahr 1810 wurde er Teilhaber des Bank- und Handelshauses „M. A. Rothschild & Söhne.“ Sein Wohnsitz blieb zunächst Frankfurt. Allerdings war er im Auftrag der Firma zu zahlreichen Reisen durch Europa unterwegs. Er war wie auch sein Bruder Jakob Rothschild nach 1810 am Goldschmuggel zwischen England und Frankreich beteiligt. Eine wichtige Rolle spielte er auch seit 1814 bei der Versorgung der Armee Wellingtons mit Geldmitteln sowie bei dem Transfer englischer Geldzahlungen an die Verbündeten.
Im Jahr 1818 heiratete Rothschild Adelheid Herz (1800–1853). Mit dieser hatte er vier Söhne und eine Tochter.
- Charlotte (1819–1884) heiratet Lionel de Rothschild (London)
- Mayer Carl (1820–1886)
- Adolphe Carl (1823–1900)
- Wilhelm Carl (1828–1901)
- Anselm Alexander Carl (1835–1854) – starb 18-jährig

Ebenfalls im Jahr 1818 nahm er als Vertreter der Rothschilds am Aachener Kongress teil. In den folgenden Jahren hielt er durch seine Reisen Kontakt zu den Höfen und Regierungen in Berlin, Sankt Petersburg, Wien und anderen Hauptstädten. Durch seine guten politischen Beziehungen trug Rothschild zum weiteren Aufstieg der Bank bei. 1817 wurde er wie seine Brüder geadelt, 1822 in den österreichischen Freiherrnstand erhoben.

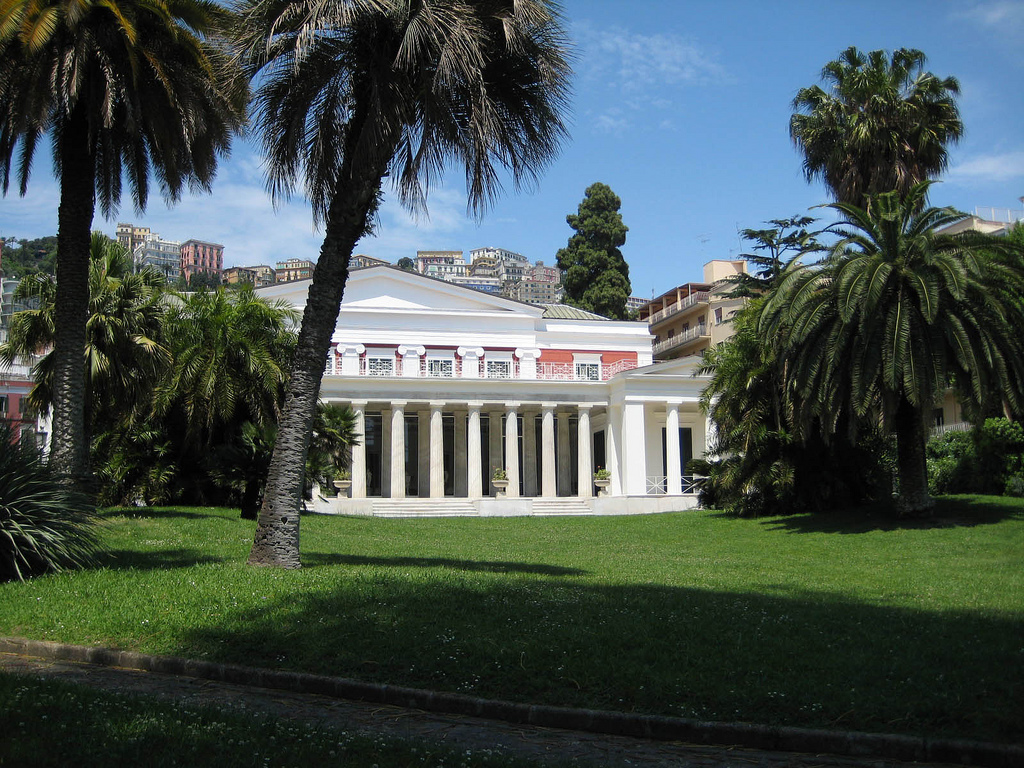
Villa Pignatelli in Neapel mit Blick auf Vesuv

In Neapel gründete er 1820 die fünfte Rothschildbank „C. M. de Rothschild e figli.“ Die Bank war allerdings nicht selbstständig, sondern blieb dem Stammhaus untergeordnet. Im Jahr 1821 reiste er mit den österreichischen Truppen nach Süditalien. Die Truppen hatten den Auftrag, die liberale Bewegung zu zerschlagen. Rothschild sorgte in Zusammenarbeit mit seinem Bruder Salomon für die Finanzierung der Armee.
Rothschild lebte einen Teil des Jahres in Frankfurt und den anderen Teil in Neapel. 1818 erwarb er eine klassizistische Villa in der Neuen Mainzer Straße 31/33, 1837 die Günthersburg in Bornheim, deren Garten er durch Sebastian Rinz zu einem Englischen Landschaftsgarten gestalten ließ. Seit 1829 war er Generalkonsul des Königreiches beider Sizilien in Frankfurt. Sein in Neapel 1841 erworbenes Haus, die Villa Pignatelli, war eines der angesehensten Häuser der Stadt und zog Besucher aus ganz Europa an.

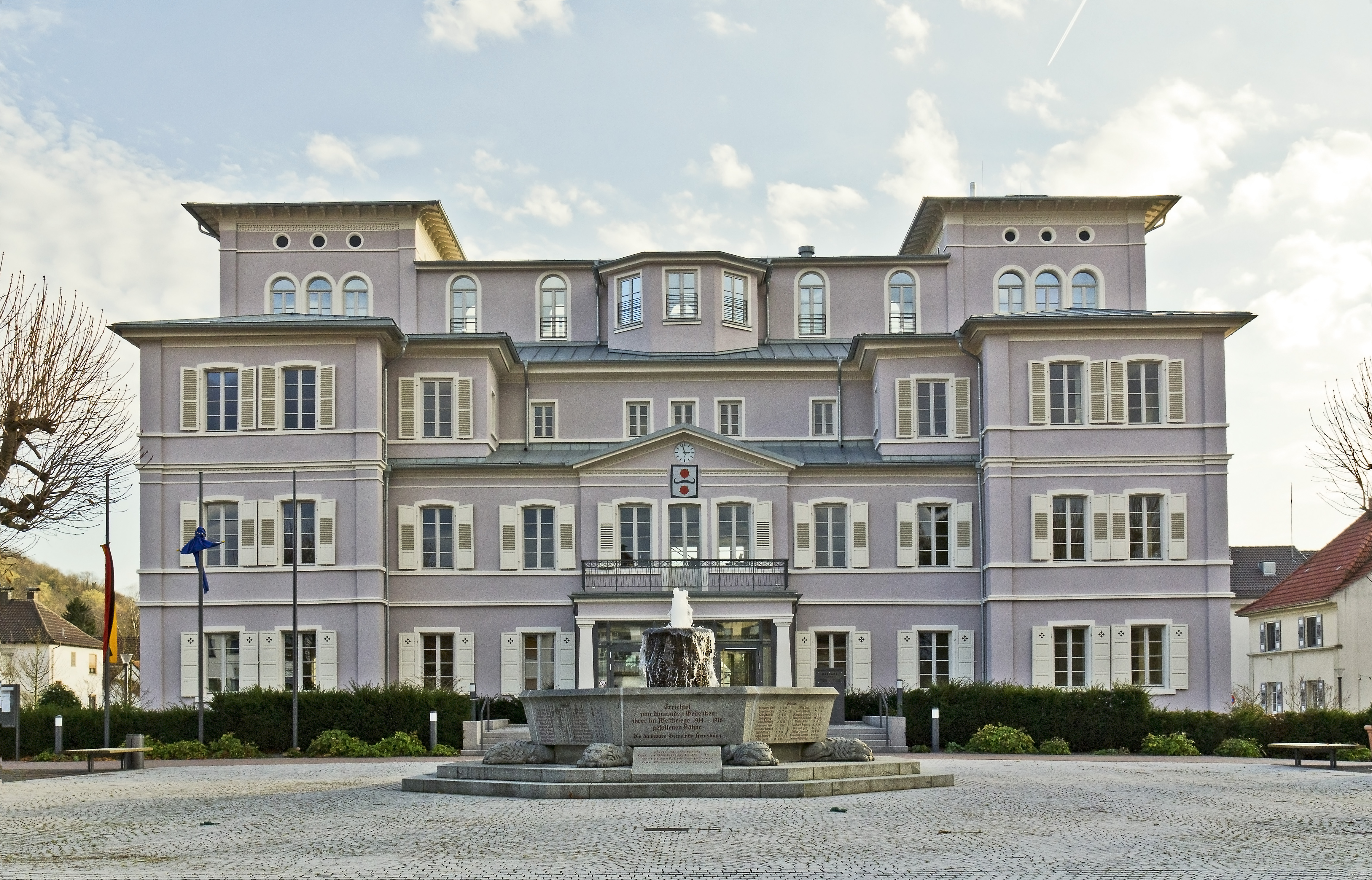
Ehemaliges Schloss Rothschild – jetzt Rathaus von Hemsbach

In späteren Jahren führte Rothschild das Bankhaus von Frankfurt aus. Auch seine vier Söhne lebten nach ihrer Ausbildung überwiegend in Frankfurt. Zwei von ihnen, Mayer Carl und Wilhelm Carl, übernahmen nach dem Tode ihres Vaters und ihres kinderlosen Onkels Amschel Mayer 1855 die Führung des Frankfurter Stammhauses. Die Niederlassung in Neapel führte nach Carl Mayers Tod sein Sohn Adolphe (1823–1900) noch bis 1863 weiter. Nach ihrer Schließung infolge der politischen Einigung Italiens siedelte Adolphe nach Paris über. Carl Mayers einzige Tochter Charlotte (1818–1886) heiratete 1836 in London ihren Cousin Lionel Nathan Rothschild, einen Sohn Nathan Mayer Rothschilds.
Carl Mayer von Rothschild starb in Neapel, wurde aber auf dem Jüdischen Friedhof an der Rat-Beil-Straße beerdigt. Er liegt in einem von Eduard Schmidt von der Launitz geschaffenen Sarkophag, zusammen mit seiner Frau und dem jüngsten Sohn Anselm Alexander Carl (1835–1854).

## Ehrungen
Seit dem 17. Jahrhundert (1660) sind in Hemsbach Familien jüdischen Glaubens nachgewiesen. Sie errichteten 1845 eine eigene Synagoge mit rituellem Bad (Mikwe). Seit 1674 gibt es den Jüdischen Friedhof Hemsbach, der als Verbandsfriedhof bis 1940 genutzt wurde. Von 1836 bis 1872 gab es eine jüdische Elementarschule in Hemsbach. Im Jahr 1839 kaufte Carl Mayer von Rothschild das ehemalige Burggut auf der Hemsbacher Gemarkung und wurde daraufhin der erste Ehrenbürger der Gemeinde Hemsbach, die erst seit 1979 Stadt Hemsbach ist. Zu dem Burggut gehörte die im Jahr 1764 vom kurpfälzischen Jagdrat von Blesen auf dem Platz des ehemaligen Pferdestalls der alten Hemsbacher Tiefburg im italienischen Landhausstil erbaute Blesen-Villa, den späteren mittleren Trakt des zweiten Hemsbacher Schlosses. Etwa 1850 ließ Carl Mayer von Rothschild die Villa mit zwei Flügelbauten und mit zwei weiteren Geschossen erweitern. Das Gebäude, das heute Neues Hemsbacher Schloss genannt wird, erhielt so sein toskanisches, mediterranes Aussehen. Eine große Parkanlage mit ausgewählten Pflanzen ergänzten den Immobilienbesitz.
Im Jahr 1925 kaufte die Gemeinde Hemsbach das Gebäude vom letzten privaten Eigentümer. Nach der gründlichen Sanierung des stark in Mitleidenschaft gezogenen Gebäudes wurde das Rothschild-Schloss seit dem Jahr 1928 als Hemsbacher Rathaus genutzt. Nach der letzten originalgetreuen Sanierung im Jahr 2009 erstrahlt das Gebäude heute in neuem Glanz.
Sein ältester Sohn Mayer Carl (1820–1888) ließ sich 1853, noch zu Lebzeiten seines Vaters, zu seinen Ehren im Hemsbacher Stadtteil Hüttenfeld das Schloss Rennhof erbauen, in dem seit 16. Februar 1954 das Litauische Gymnasium Hüttenfeld betrieben wird. Ein Jahr nach dem Tode des Schlosserbauers wurde 1889 die Immobilie an die Fürsten Löwenstein-Wertheim-Freudenberg verkauft.